# کیم دا هیون
کیم دا هیون (کره‌ای: 김다현؛ زادهٔ کیم سه هیون در ۱ ژانویه ۱۹۸۰) بازیگر و خواننده اهل کره جنوبی است. کیم حرفه سرگرمی خود را در سال ۱۹۹۹ و به عنوان وکالیست اصلی بند راک یادا آغاز کرد که در سال ۲۰۰۴ منحل شد. او از آن زمان تاکنون در تئاترهای موزیکال ایفای نقش کرده است. از مجموعه‌های تلویزیونی که وی در آنها ایفای نقش کرده است می‌توان به لابیست، بک دونگ سو دلاور و پیشگوی بزرگ اشاره کرد.